# レイフ・ファインズ
レイフ・ファインズ（Ralph Fiennes, 1962年12月22日 - ）は、サフォーク・イプスウィッチ出身のイギリスの俳優、映画監督、映画プロデューサー。舞台、映画の双方で活動している。トワイスルトン・ウィーカム・ファインズ家の人間であり、男爵位を継承してきた一族の末裔である。高祖父のフレデリック・ファインズは第16代セイ・セレ男爵である。
『ハリー・ポッター』シリーズでの、ヴォルデモート役で知られている。

## 生い立ち
サフォーク・イプスウィッチで、写真家である父のマークと著名な小説家であるジェニファー・ラッシュ夫妻の長男として誕生した。末弟のジョセフ・ファインズは俳優、妹のマーサ・ファインズは映画監督、遠い親戚には元SAS隊員で探検家であるラナルフ・ファインズ（映画『キラー・エリート』の原作者）。一家はカトリック教徒として教育を受けた。1973年にアイルランドのキルケニー県に移住、その後イギリスに戻りソールズベリーに移住すると、チェルシー・カレッジ・オブ・アート・アンド・デザインへの入学前に全ての教育課程を修了した。

## キャリア

### 舞台
ファインズは王立演劇学校で舞台俳優としてのキャリアをスタートさせ、1988年にはロイヤル・シェイクスピア・カンパニーに参加。1995年にはブロードウェイで『ハムレット』に主演し、トニー賞を受賞した。
ウィリアム・シェイクスピア、イワン・ツルゲーネフ、ヘンリク・イプセンらの古典的文芸作品や、クリストファー・ハンプトンやサミュエル・ベケットといった近代の作家による作品に出演している。

### 映画
1992年公開の『嵐が丘』で幼馴染に裏切られ復讐を誓うヒースクリフ役で主演を務める。翌年、スティーヴン・スピルバーグ監督の『シンドラーのリスト』で、冷酷無比なSS将校アーモン・ゲートを演じ、英国アカデミー賞 助演男優賞を受賞、アカデミー助演男優賞にノミネートされ一躍脚光を浴び、1996年には『イングリッシュ・ペイシェント』でアカデミー主演男優賞にノミネートされる。
2005年公開の『ハリー・ポッターと炎のゴブレット』で、ハリー・ポッター最大の敵で最も恐ろしい闇の魔法使いであるヴォルデモートを演じる。その後、シリーズ最終章まで出演し、この役で最も知られるようになる。
2011年にはウィリアム・シェイクスピアの悲劇『コリオレイナス』を現代の戦争映画風に翻案した『英雄の証明』を製作・監督・主演し、映画監督としてデビューした。
2012年公開の『007 スカイフォール』に出演。その後、ジュディ・デンチ演じるMの後任として、シリーズに出演していく。
2014年公開の『グランド・ブダペスト・ホテル』では好色なホテル支配人ムッシュ・グスタヴ役で主演し、英国アカデミー賞 主演男優賞、ゴールデングローブ賞 主演男優賞 (ミュージカル・コメディ部門)にノミネートされた。
2024年の『教皇選挙』では自身の信仰に悩みながらコンクラーベ執行に努めるトマス・ローレンス枢機卿で主演し、28年ぶりとなるアカデミー主演男優賞候補となった。

## 私生活
1993年に、10年以上の交際を経てアレックス・キングストンと結婚。しかし、1995年に『ハムレット』で共演した18歳年上のフランチェスカ・アニスとの交際が明るみに出ると1997年に離婚。アニスとの交際も2006年2月に終焉した。その後もエレン・バーキンとの交際が報じられた。

## 主な出演作品
| 年   | 題名                                                                                  | 役名                                             | 備考                                                            | 吹替                                                  |
| ---- | ------------------------------------------------------------------------------------- | ------------------------------------------------ | --------------------------------------------------------------- | ----------------------------------------------------- |
| 1990 | ロレンス1918 A Dangerous Man: Lawrence After Arabia                                   | T.E.ロレンス                                     |                                                                 |                                                       |
| 1992 | 嵐が丘 Wuthering Heights                                                              | ヒースクリフ                                     | 大塚明夫                                                        |                                                       |
| 1993 | ベイビー・オブ・マコン The Baby of Mâcon                                              | 司祭の息子                                       |                                                                 |                                                       |
| 1993 | シンドラーのリスト Schindler's List                                                   | アーモン・ゲート                                 | アカデミー助演男優賞ノミネート 英国アカデミー賞 助演男優賞 受賞 | 田中秀幸                                              |
| 1994 | クイズ・ショウ Quiz Show                                                              | チャールズ・ヴァン・ドーレン                     |                                                                 | 宮本充                                                |
| 1995 | ストレンジ・デイズ/1999年12月31日 Strange Days                                        | レニー・ネロ                                     | 安原義人                                                        |                                                       |
| 1996 | イングリッシュ・ペイシェント The English Patient                                      | アルマシー                                       | アカデミー主演男優賞ノミネート                                  | 津嘉山正種（ソフト版） 川島得愛（Netflix版）          |
| 1997 | オスカーとルシンダ Oscar and Lucinda                                                  | オスカー・ホプキンス                             |                                                                 | 井上倫宏                                              |
| 1998 | アベンジャーズ The Avengers                                                           | ジョン・スティード                               | 宮本充                                                          |                                                       |
| 1999 | 太陽の雫 Sunshine                                                                     | イグナツ / アダム / イヴァン                     | ヨーロッパ映画賞 男優賞 受賞                                    | 津嘉山正種                                            |
| 1999 | ことの終わり The End of the Affair                                                    | モーリス・ベンドリクス                           |                                                                 | 井上倫宏                                              |
| 1999 | オネーギンの恋文 Onegin                                                               | エヴゲニー・オネーギン                           | 兼製作総指揮                                                    |                                                       |
| 2002 | スパイダー/少年は蜘蛛にキスをする Spider                                              | デニス・クレッグ（スパイダー）                   |                                                                 | 郷田ほづみ                                            |
| 2002 | ギャンブル・プレイ The Good Thief                                                     | トニー・エンジェル                               | クレジットなし                                                  | 水野龍司                                              |
| 2002 | レッド・ドラゴン Red Dragon                                                           | フランシス・ダラハイド                           |                                                                 | 小杉十郎太（ソフト版） てらそままさき（テレビ東京版） |
| 2002 | メイド・イン・マンハッタン Maid in Manhattan                                          | クリストファー・マーシャル                       | 堀内賢雄                                                        |                                                       |
| 2005 | ナイロビの蜂 The Constant Gardener                                                    | ジャスティン・クエイル                           | 小杉十郎太                                                      |                                                       |
| 2005 | ハリー・ポッターと炎のゴブレット Harry Potter and the Goblet of Fire                  | ヴォルデモート                                   | 江原正士                                                        |                                                       |
| 2005 | ウォレスとグルミット 野菜畑で大ピンチ! Wallace & Gromit: The Curse of the Were-Rabbit | ヴィクター・クォーターメイン                     | 声の出演                                                        | 大川透                                                |
| 2005 | 上海の伯爵夫人 The White Countess                                                     | トッド・ジャクソン                               |                                                                 | 木下浩之                                              |
| 2007 | ハリー・ポッターと不死鳥の騎士団 Harry Potter and the Order of the Phoenix            | ヴォルデモート                                   | 江原正士                                                        |                                                       |
| 2008 | バーナード・アンド・ドリス Bernard and Doris                                          | バーナード                                       | （吹替版なし）                                                  |                                                       |
| 2008 | ヒットマンズ・レクイエム In Bruges                                                    | ハリー・ウォーターズ                             | 小杉十郎太                                                      |                                                       |
| 2008 | ある公爵夫人の生涯 The Duchess                                                        | ウィリアム・カヴェンデッシュ、デヴォンシャー公爵 | 小杉十郎太                                                      |                                                       |
| 2008 | 愛を読むひと The Reader                                                               | マイケル・バーグ                                 | 宮本充                                                          |                                                       |
| 2009 | ハリー・ポッターと謎のプリンス Harry Potter and the Half-Blood Prince                 | ヴォルデモート                                   |                                                                 |                                                       |
| 2009 | ハート・ロッカー The Hurt Locker                                                      | 請負チームリーダー                               | 原康義                                                          |                                                       |
| 2010 | ハリー・ポッターと死の秘宝 PART1 Harry Potter and the Deathly Hallows - Part 1        | ヴォルデモート                                   | 江原正士                                                        |                                                       |
| 2010 | タイタンの戦い Clash of the Titans                                                    | ハデス                                           | 土師孝也（劇場公開版） 大塚芳忠（テレビ朝日版）                 |                                                       |
| 2011 | ハリー・ポッターと死の秘宝 PART2 Harry Potter and the Deathly Hallows - Part 2        | ヴォルデモート                                   | 江原正士                                                        |                                                       |
| 2011 | 英雄の証明 Coriolanus                                                                 | コリオレイナス                                   | 兼監督・製作                                                    | 田中正彦                                              |
| 2011 | MI5:消された機密ファイル Page Eight                                                   | アレック・ビーズリー首相                         | テレビ映画                                                      | 丸山壮史                                              |
| 2012 | タイタンの逆襲 Wrath of the Titans                                                    | ハデス                                           |                                                                 | 土師孝也                                              |
| 2012 | 大いなる遺産 Great Expectations                                                       | マグウィッチ                                     | 日本劇場未公開、WOWOWで放映                                     | （吹替版なし）                                        |
| 2012 | 007 スカイフォール Skyfall                                                            | ギャレス・マロリー                               |                                                                 | 原康義                                                |
| 2013 | エレン・ターナン 〜ディケンズに愛された女〜 The Invisible Woman                       | チャールズ・ディケンズ                           | 兼監督                                                          | （吹替版なし）                                        |
| 2014 | グランド・ブダペスト・ホテル The Grand Budapest Hotel                                 | グスタフ.H                                       | 英国アカデミー賞 主演男優賞ノミネート                           | 木下浩之                                              |
| 2015 | 胸騒ぎのシチリア A Bigger Splash                                                      | ハリー                                           |                                                                 | 小形満                                                |
| 2015 | 007 スペクター Spectre                                                                | M                                                |                                                                 | 原康義                                                |
| 2016 | ヘイル、シーザー! Hail, Caesar!                                                       | ローレンス・ローレンツ                           | 仲野裕                                                          |                                                       |
| 2016 | KUBO/クボ 二本の弦の秘密 Kubo and the Two Strings                                     | ライデン                                         | 声の出演                                                        | 羽佐間道夫                                            |
| 2017 | レゴバットマン ザ・ムービー The Lego Batman Movie                                     | アルフレッド・ペニーワース                       | 声の出演                                                        | 菅生隆之                                              |
| 2018 | ホワイト・クロウ 伝説のダンサー The White Crow                                        | プーシキン                                       | 兼監督・製作                                                    | （吹替版なし）                                        |
| 2018 | 俺たちホームズ&ワトソン Holmes & Watson                                               | モリアーティ教授                                 |                                                                 | 中村章吾                                              |
| 2019 | オフィシャル・シークレット Official Secrets                                           | ベン・エマーソン                                 | （吹替版なし）                                                  |                                                       |
| 2019 | レゴ ムービー2 The Lego Movie 2: The Second Part                                      | アルフレッド・ペニーワース                       | 声の出演                                                        | 菅生隆之                                              |
| 2020 | ドクター・ドリトル Dolittle                                                           | バリー                                           | 声の出演                                                        | 池田秀一                                              |
| 2021 | 時の面影 The Dig                                                                      | バジル・ブラウン                                 |                                                                 | 中博史                                                |
| 2021 | 007/ノー・タイム・トゥ・ダイ No Time to Die                                           | M                                                | 原康義                                                          |                                                       |
| 2021 | 赦されし者 The Forgiven                                                               | デイヴィッド・ヘニンガー                         | 原康義                                                          |                                                       |
| 2021 | キングスマン:ファースト・エージェント The King's Man                                  | オックスフォード公/初代アーサー                  | 小澤征悦                                                        |                                                       |
| 2022 | ザ・メニュー The Menu                                                                 | ジュリアン・スローヴィク                         | （吹替版なし）                                                  |                                                       |
| 2023 | ヘンリー・シュガーのワンダフルな物語 The Wonderful Story of Henry Sugar               | ロアルド・ダール / 警察官                        | Netflixオリジナル作品 短編映画                                  | 原康義                                                |
| 2023 | 白鳥 The Swan                                                                         | ロアルド・ダール                                 | Netflixオリジナル作品 短編映画                                  | 原康義                                                |
| 2023 | ネズミ捕りの男 The Rat Catcher                                                        | ロアルド・ダール / ネズミ駆除業者                | Netflixオリジナル作品 短編映画                                  | 原康義                                                |
| 2023 | 毒 Poison                                                                             | ロアルド・ダール                                 | Netflixオリジナル作品 短編映画                                  | 原康義                                                |
| 2024 | 教皇選挙 Conclave                                                                     | トマス・ローレンス枢機卿                         | 兼製作総指揮                                                    | 原康義                                                |
| 2024 | The Return                                                                            | オデュッセウス                                   |                                                                 | N/A                                                   |
| 2025 | 28年後... 28 Years Later                                                              | ケルソン先生                                     | 岩崎ひろし                                                      |                                                       |
| 2025 | The Choral                                                                            | Dr. Guthrie                                      | ポストプロダクション                                            |                                                       |
| 2026 | 28 Years Later: The Bone Temple                                                       | ケルソン先生                                     | ポストプロダクション                                            |                                                       |
| 2026 | The Hunger Games: Sunrise on the Reaping                                              | コリオレーナス・スノー大統領                     | プリプロダクション                                              |                                                       |

## 日本語吹き替え
『ハート・ロッカー』以降、主に原康義が担当している。
このほかにも、宮本充、小杉十郎太、津嘉山正種、井上倫宏、木下浩之、土師孝也、菅生隆之なども複数回、声を当てている。
また、『ハリー・ポッター』シリーズのヴォルデモート役については江原正士が担当している。

## 参照
1. ↑  ラルフとは読まない。It's Raiph actually | Film | The Guardianは彼の名前の読みに掛けている。
2. ↑  “Ralph Fiennes Biography”. filmreference (2008年). 2008年4月10日閲覧。
3. 1 2  “Ralph Fiennes Splits from Longtime Partner”. People. (2006年2月8日) 2011年4月7日閲覧。
4. ↑  Ellen, Barbara (2002年7月7日). “Intensive care”. The Observer (UK) 2011年4月7日閲覧。
5. ↑  “ストップモーションアニメ「KUBO」邦題と公開日決定、予告編も解禁”. 映画ナタリー. (2017年8月24日) 2017年8月26日閲覧。
6. ↑  “『レゴバットマン ザ・ムービー』来年4・1公開決定 主人公はバットマン”. ORICON STYLE. (2016年8月26日) 2016年8月29日閲覧。